# Xerospermum bonii
Xerospermum bonii là một loài thực vật có hoa trong họ Bồ hòn. Loài này được (Lecomte) Radlk. miêu tả khoa học đầu tiên năm 1922.